# ウィンディ (ムエタイ)
ウィンディ(WINDY)はボクシングが盛んなタイのボクシング・ムエタイ用品2大ブランドの一つ。もう一方はツインズ(TWINS)で、日本国内ではウィンディの売れ行きのほうが良いが、タイ国内のシェアはツインズが勝る。
この2社はもともと父の代には一つのボクシング・ムエタイ用品メーカーであったが、父の死に伴い異母兄弟がそれぞれ別の会社をおこし現在に至っている。